# Limbarska Gora
Limbarska Gora – wieś w Słowenii, w gminie Moravče. W 2018 roku liczyła 119 mieszkańców.